# Oscar Almada
Oscar Almada Correa (nascido em 18 de outubro de 1943) é um ex-ciclista uruguaio. Representou sua nação em dois eventos nos Jogos Olímpicos de Verão de 1964.